# Gessa
Gessa és una entitat municipal descentralitzada dependent de l'ajuntament de Naut Aran. El seu territori comprèn una superfície de 8,87 km² i es reparteix en dos sectors: a l'oest el de Gessa i a l'est el de Marimanha, més petit, a manera d'enclavament. El 2019 tenia 173 habitants.
El poble està situat a 1.232 m d'altitud, al peu del Tuc d'Arenho i al marge dret de la Garona, a la confluència amb el barranc de Corilha, i al llarg de la carretera nacional C-28 que uneix Vielha amb Esterri d'Àneu pel port de la Bonaigua, entre Arties a l'oest i Salardú a l'est. Està inclòs en l'Inventari del Patrimoni Arquitectònic de Catalunya

## Història
Històricament va pertànyer al terçó de Garòs i va tenir ajuntament propi fins al 21 de desembre del 1967, en què es va fusionar amb Salardú, Arties, Tredòs i Bagergue per constituir el municipi de Naut Aran. Avui és del terçó de Pujòlo. L'entitat municipal descentralitzada es va crear el 9 de juliol del 1970.

## Llocs d'interès
- L'església parroquial, dedicada a Sant Pere (Sant Pèir en aranès), és d'origen romànic però ha estat molt reformada. Hi destaca la talla policromada del sant, al centre del retaule de l'altar major, una de les millors escultures de la Vall d'Aran; i també una col·lecció d'escultures religioses fetes de fusta de boix.

- Capella de Sant Martí de Corilha, a 1.800 metres d'altitud.

- Entre les antigues construccions civils cal destacar les cases Çò de Ròsa, amb una notable torre cilíndrica de pedra (1589), i Çò de Chelina, de 1575.

## Festes locals
- El segon dissabte de juny hi ha la romeria a Sant Martí de Corilha.